# Zenith (entreprise)
Pour les articles homonymes, voir Zenith.

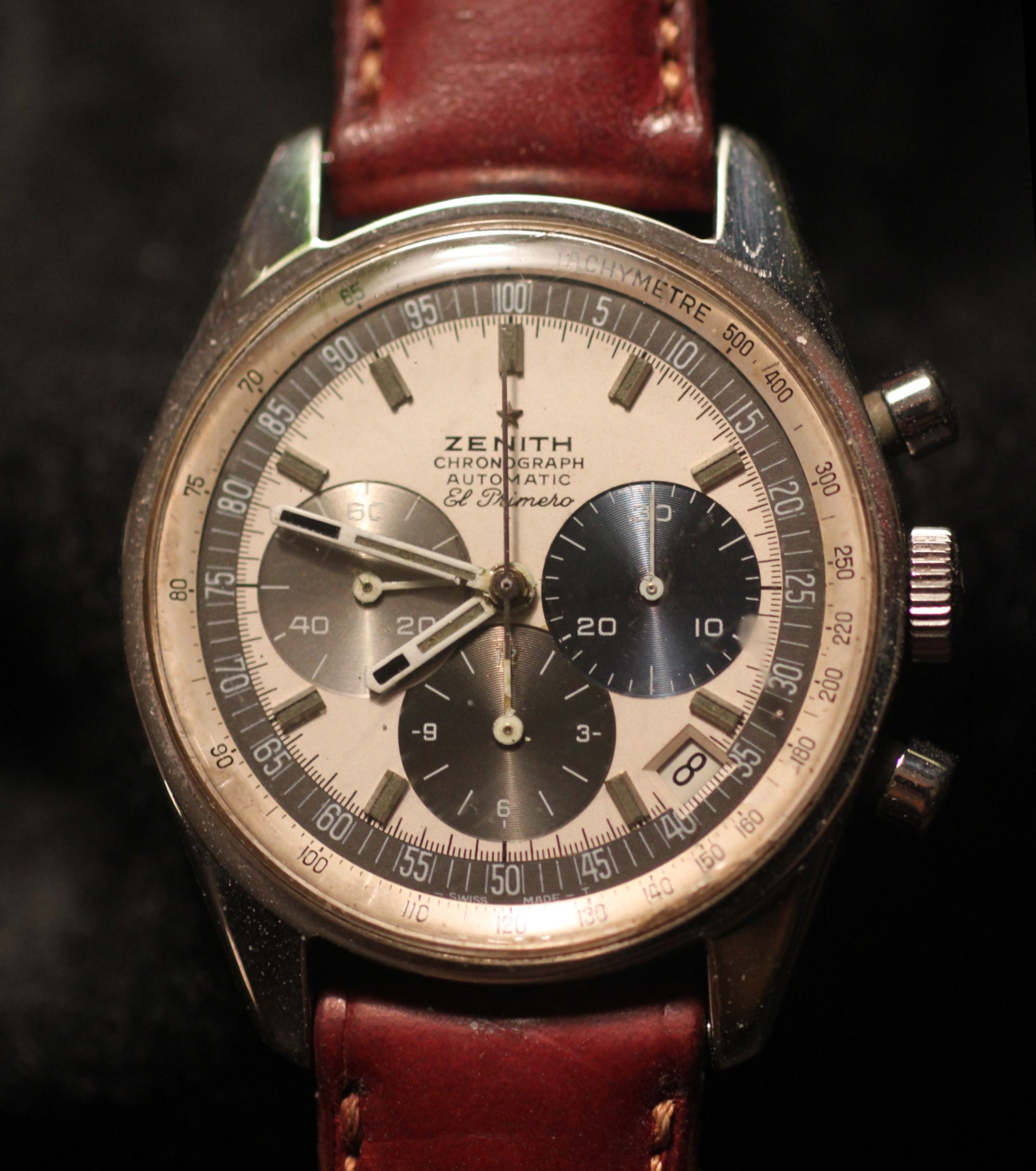
Un chronographe Zenith El Primero de 1970.

ZENITH est une manufacture d'horlogerie suisse fondée en 1865 au Locle par Georges Favre-Jacot.
La marque qui commercialise des montres fait partie du groupe de luxe LVMH depuis 1999.

## Histoire de la manufacture
En 1865, Georges Favre-Jacot, né Georges-Emile Favre-Bulle, fonde au Locle une manufacture horlogère nommée « Fabrique des Billodes » dans le quartier du même nom. Elle prend plus tard le nom de « Georges Favre-Jacot et Cie ». Rapidement, l'entreprise rompt avec le système traditionnel de l'établissage,. Georges Favre-Jacot sera le premier en territoire suisse à imaginer et à bâtir de vastes et lumineux bâtiments dédiés à l'horlogerie, où le travail est contrôlé de bout en bout et industrialisé en s'inspirant du modèle de la Waltham Watch Company. La réunion de l’ensemble des métiers horlogers sous un seul et même toit est une innovation qui fait considérablement progresser la technique de production en réduisant les erreurs et les malfaçons.
Aux alentours de 1900, le catalogue se diversifie avec l'élaboration de pendules, chronographes et autres chronomètres de bord et de marine. La société participe régulièrement aux concours de chronométrie organisés par l'Observatoire de Neuchâtel, elle y remporte une première place en 1903. Des succursales voient le jour en 1908 à Moscou, en 1909 à Paris, en 1910 à Vienne et en 1914 à Londres. La manufacture se trouve encore aujourd’hui à l’endroit où son fondateur a construit le premier atelier.
En 1911, Georges Favre-Jacot transmet l'entreprise à son neveu James Favre qui choisit de la rebaptiser « Zenith », du nom d'un modèle de montre de poche à succès, et référence à l'astronomie. Entre 1917 et 1926, l'architecte lausannois Alphonse Laverrière collabore avec la firme et contribue activement à son image de marque. Les premières montres bracelet sont produites dans les années 1920 ; en 1923 une fabrique est construite à Besançon. En 1925, la fabrique Zenith donne du travail à 1 000 personnes. En 1926, elle bat un record de précision à l'Observatoire de Kew avec un écart de marche de 7 centièmes de secondes en 45 jours, une succursale ouvre à New York en 1936.
Le calibre 135 est mis au point en 1948 et il remporte durant 5 années consécutives, de 1950 à 1954, le concours de l'Observatoire de Neuchâtel. En 1960, Zenith procède à l’acquisition stratégique de la société Martel Watch qui est à l'origine du chronographe Zenith 146 et de la série des chronomètres 25xx. En 1967, une société holding regroupant les marques Movado, Zenith, puis Mondia est constituée. En janvier 1969, le chronographe 3019 El Primero est assemblé dans les ateliers Martel. Ce modèle s'inscrit dans l'histoire de l'horlogerie comme le premier chronographe automatique à avoir été présenté au public, ; il est doté d'un échappement nouveau dit « à haute fréquence », le Clinergic 21 développé par les Fabriques d'Assortiments Réunies et d'une roue à colonne.
L'entreprise souhaite à anticiper la crise du quartz et renforçer sa présence sur le marché nord-américain. Zenith se rapproche en 1971 du groupe d'électronique homonyme Zenith Radio Corporation. Une production de montres à quartz débute avec le calibre 47.0 alors que l'abandon des mouvements mécaniques est entériné aux alentours de 1975. À cette époque, l'effondrement des ventes est un coup dur qui mène vers une restructuration du groupe, les sociétés sœurs Mondia et Martel seront liquidées. Afin de sauvegarder un savoir faire, un responsable d'atelier, Charles Vermot, décide de dissimuler machines-outils et plans essentiels à la fabrication des calibres mécaniques 2572 et 3019, alors en production avant qu'ils ne soient mis au rebut. Trois ans plus tard, durant l'année 1978, la société est revendue exsangue au groupe de microtechnique loclois Dixi.
C'est grâce à l’intérêt porté par la maison Ebel pour la qualité du mouvement El Primero et la disponibilité de quelques stocks que ce dernier sera sélectionné par la firme Rolex pour équiper ses premiers modèles de montres Daytona automatiques. En 1983, rachetée par la North American Watch Company (en), Movado se retire de la holding. Le marché de l'horlogerie se redressant, Charles Vermot présente les éléments qu'il à soigneusement conservés et une fabrication en interne de montres mécaniques reprend pleinement sous le nom de marque Zenith.
L'année 1994 verra apparaître le mouvement 670 Elite qui fut le premier de la firme à être conçu par ordinateur.
En 1999, Zenith passe sous la coupe du groupe de luxe LVMH et le développement de montres à quartz est suspendu.

### Dates clés
- 1865 : Fondation de la manufacture Zenith par Georges Favre-Jacot
- 1899 : Premier chronographe de poche
- 1900 : Grand prix à l’Exposition universelle de Paris[36],[12]
- 1910 – 1960 : Conception de compteurs de bord pour équiper avions, automobiles, camions, locomotives, etc.[37],[38].
- 1911 : La manufacture prend le nom de Zenith en référence au point le plus haut de la course d’un astre
- 1925 : La maison compte 1 000 ouvriers[37],[38]
- 1948 : Lancement des calibres 133 automatique et 135 chronomètre
- 1960 : Création du calibre 5011 chronomètre
- 1960 : Zenith rachète Martel Watch
- 1966 : Zenith rachète Movado
- 1969 : Naissance du calibre 3019 El Primero chronographe automatique
- 1971 : Rapprochement de Zenith Radio Corp.
- 1975 : La manufacture Zenith décide d'arrêter la production de montres mécaniques au profit du quartz.
- 1976 : Martel Watch est détruite par un incendie
- 1983 : Zenith revend Movado
- 1984 : Retour du El Primero de par l’action de l'horloger Charles Vermot. Zenith livre son calibre à d’autres grandes marques[39],[40]
- 1994 : Lancement du mouvement 670 Elite automatique ultraplat
- 1999 : Rachat de Zenith par le groupe LVMH

### Personnages célèbres ayant porté une montre Zenith
- Gandhi, guide politique et spirituel indien[41]
- Roald Amundsen, marin et explorateur norvégien[42],[43]
- Louis Blériot, aviateur français[44]
- Alexandre Ier de Yougoslavie portait une montre Zenith lors de son assassinat à Marseille[45]
- Jean-Louis Étienne, médecin et explorateur français[46],[47][source insuffisante]
- Alain Robert, grimpeur français surnommé "The French Spider-Man"[48]
- Maurice Trintignant, pilote automobile français de Formule 1.
- Felix Baumgartner, parachutiste autrichien[49].
- Russell Westbrook, joueur nord-américain de basket-ball.

## Développement architectural de la manufacture
Le développement architectural du site des Billodes au Locle illustre de manière spectaculaire le passage précoce du comptoir à la manufacture, préfigurant la profonde mutation que traversera le monde horloger neuchâtelois au tournant des XIXe et XXe siècles.

### Un esprit pionnier
Les débuts du petit comptoir horloger que Georges Favre-Jacot crée dans une ferme des environs du Locle en 1865 sont mal connus, au contraire de son installation, en 1872, dans l’ancienne maison d’un médecin à la rue des Billodes 38, qui est bien documentée,. L’horloger s’empresse en effet de transformer et d’agrandir le bâtiment, des travaux qui lui permettent de disposer d’un logement, de bureaux et d’ateliers sous un même toit dès 1875. Rien ne distingue cette construction de l’architecture domestique jurassienne contemporaine et des autres comptoirs horlogers.
S’inspirant des méthodes de production industrielle pratiquées aux États-Unis, Georges Favre-Jacot abandonne rapidement le système artisanal de l’établissage pour une fabrication standardisée et mécanisée de ses produits. Il est l’un des premiers patrons horlogers qui cherchent à concentrer toutes les étapes de la production d’une montre en une seule manufacture. Entrepreneur dynamique, il s’occupera non seulement de la production, mais également de la conception des machines-outils, de la commercialisation des produits finis et de l’édification du parc immobilier. Il lui faudra toutefois une trentaine d’années pour atteindre son but.
En 1877, Georges Favre-Jacot convertit les anciennes dépendances de sa maison en ateliers et fait édifier un nouveau bâtiment qui peut être considéré comme la plus ancienne « fabrique » horlogère locloise, au sens moderne du terme (rue des Billodes 36). À l’image de cette première réalisation, les locaux et les bâtiments vont désormais tendre vers une spécialisation toujours plus grande de leurs fonctions et disposer sans attendre des nouveautés techniques du moment : le gaz en 1879, le téléphone en 1884. La première machine à vapeur n’est par contre installée qu’en 1882.

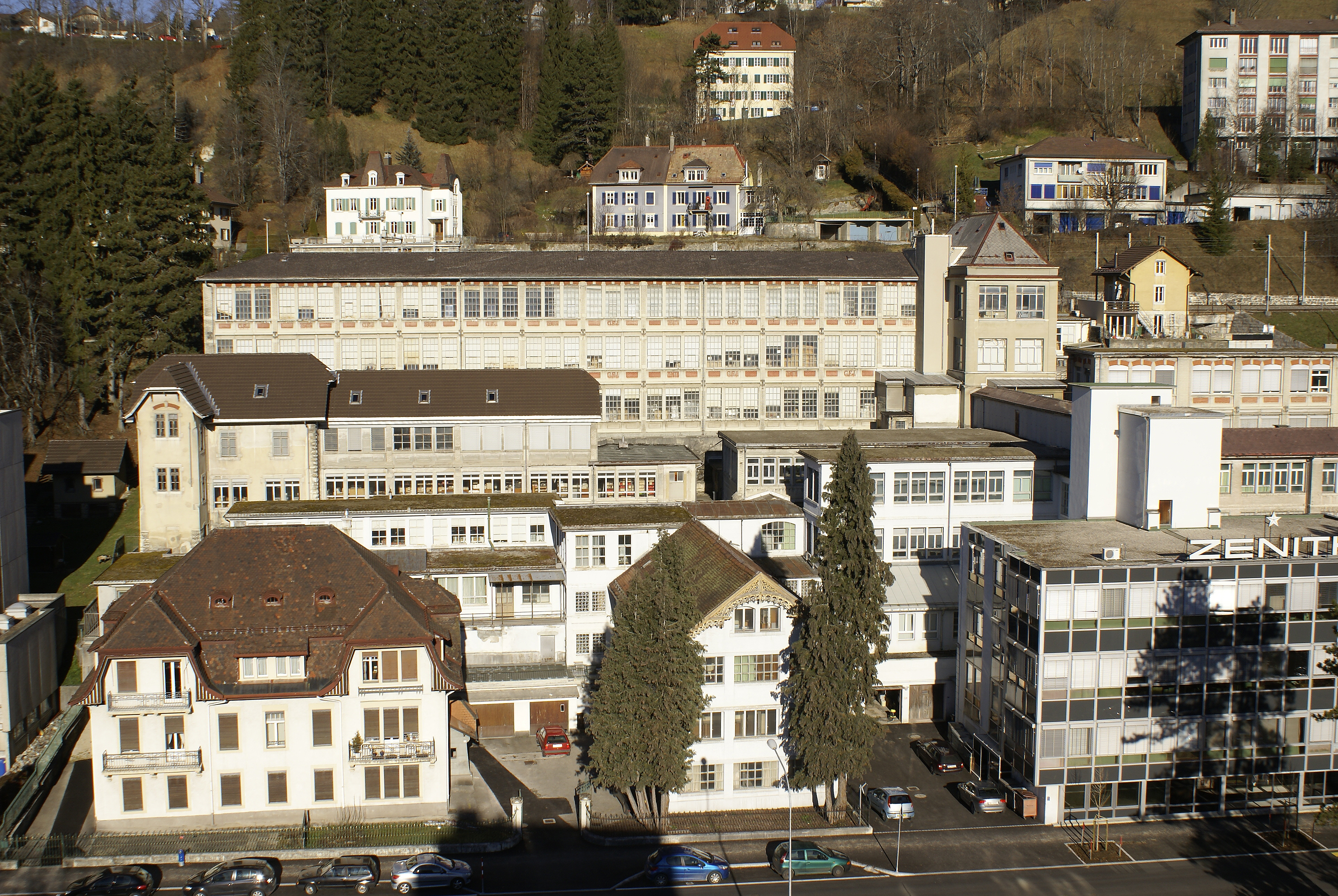
La partie occidentale du site des Billodes en 2007
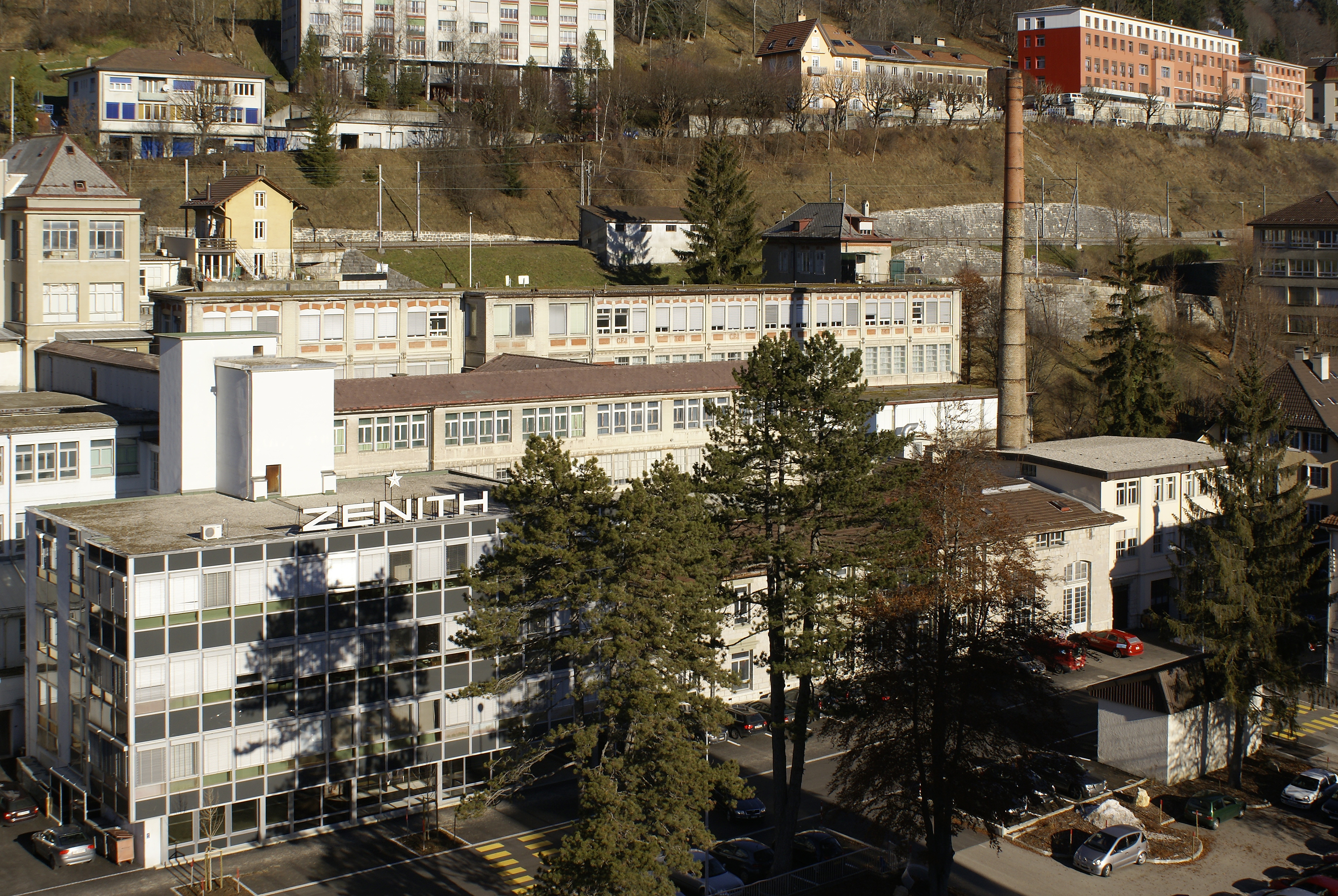
La partie orientale du site des Billodes en 2007

De 1881 à 1890, les nouvelles constructions se succèdent rapidement : un grand bâtiment abritant les bureaux et des ateliers en 1882 (rue des Billodes 34), une fabrique de boîtes en 1883 (rue des Billodes 32) et une halle aux machines en 1886 (rue des Billodes 30). Les bâtiments existants sont régulièrement adaptés aux besoins du moment : surélévation de la halle des Billodes 30 en 1890 et prolongation et nouvelle façade de la fabrique des Billodes 36 en 1891. Ce front de rue à l’architecture soignée dissimule par ailleurs une multitude d’annexes de plus ou moins d’importance.

### Un essor sans précédent
En 1896, l’entreprise abandonne son statut familial au profit de celui de société en commandite par actions. L’augmentation du capital coïncide avec la mise au point du « calibre Zénith », un modèle commercialisé avec succès à partir des années 1897-1898. Cet apport de fonds permet à Georges Favre-Jacot de poursuivre le développement et l’équipement de l’entreprise. La même année, il adopte l’électricité comme force motrice et comme moyen d’éclairage, avant de se lancer dans un phase d’extension spectaculaire. De 1903 à 1906, cinq nouvelles constructions industrielles se déploient sur la pente des Billodes (rue des Billodes 30a et 30b, 32a, 36a et 36b), la fabrique de mécanique et d’ébauches se détachant du lot par son implantation au sommet du site et par ses dimensions impressionnantes (70 m de longueur et 4 étages). Le changement d’échelle s’accompagne d’un large usage de briques de ciment produites par une briqueterie ouverte au Col-des-Roche par Georges Favre-Jacot. Durant ces trois décennies d’activité constructive, l’horloger fait appel à plusieurs architectes (Léo Châtelain, Joseph Mayer, Henri Favre, Alfred Rychner) et bureaux d’architecture (Werner Oesch et Constant Rossier, puis Jean et Eugène Crivelli).
L’élan bâtisseur de Georges Favre-Jacot ne s’arrête pas à ses usines, mais touche des domaines variés : logement, hôtel, établissement rural, etc.. De 1903 à 1908, l’industriel fait bâtir au lieu-dit La Molière un ensemble de logements familiaux. À mi-chemin entre la cité ouvrière et la colonie agricole, le hameau comprend neuf maisonnettes contiguës, une ferme et une villa, abritant une boulangerie,.
Comptant une vingtaine de bâtiments au début du XXe siècle, la manufacture Zénith atteint ainsi l’essentiel de son emprise architecturale au sol et en élévation. Son parc d’immeubles et de machines-outils contraste avec la plupart des établissements horlogers concurrents qui entament à peine leur mutation industrielle. Fort éloignées d’un atelier familial, la fabrique des Billodes se présente en effet sous la forme d’un vaste réseau d’ateliers spécialisés organisés autour d’un bâtiment central (rue des Billodes 34), remanié à plusieurs reprises, avant d'être exclusivement dévolu à l’administration. À proximité immédiate, Georges Favre-Jacot réside dans l’ancien comptoir converti en une villa patronale cossue en 1910-1911.
Après avoir changé de raison sociale en 1910 (Fabrique des montres Zénith, Georges Favre-Jacot & Cie), la manufacture devient une société anonyme sous le nom de Fabrique de montres Zénith S.A. en 1911. Ce changement de statut permet d’évincer le fondateur jugé incontrôlable par les organes directeurs de l’entreprise. Cela ne brise toutefois pas l’activité constructive du jeune retraité, puisqu’il confie la réalisation de sa nouvelle résidence privée à un jeune architecte chaux-de-fonnier, Charles-Edouard Jeanneret, futur Le Corbusier. De 1912 à 1918, Georges Favre-Jacot finit ses jours confortablement installé dans une villa surplombant son ancien empire industriel.
Après le départ du fondateur de l’entreprise et au sortir de la Première Guerre mondiale, l’époque des grandes constructions est révolue, même si le site connaît de très nombreuses rénovations, modernisations ou adaptations durant l’ensemble du XXe siècle. L’architecture de ces transformations demeure discrète, à l’exception de l’agrandissement des bureaux réalisé en 1966 par l’architecte Pierre Dubois. Les façades de verre et métal confèrent au siège social de Zénith une image de modernité caractéristique des Trente Glorieuses. D’importants travaux de restauration sont menés depuis le début du XXIe siècle.

### Principales caractéristiques architecturales
« À l’instar d’autres domaines industriels, la rapide évolution des produits horlogers et de leur fabrication durant la seconde moitié du XIXe siècle demande une architecture extrêmement fonctionnelle, exempte de contraintes, susceptible d'être adaptée à tout moment, rapide à réaliser et peu coûteuse. Les dimensions des surfaces utiles, des volumes libres de structures porteuses et des fenêtrages s’agrandissent au fur et à mesure des progrès des modes de construction." » En l’absence de modèle d’usines adaptées à l’horlogerie, l’architecture des premières fabriques horlogères doit trouver une solution pour concilier les besoins traditionnels de l’horlogerie (abondance de lumière permise par des volumes hauts et peu profonds, ainsi que par d’importantes surfaces de fenêtres), avec une mécanisation croissante de la production (installation d’un outillage et de machines-outils toujours plus lourds et distribution efficace de la force motrice). Aux Billodes, les architectes vont combiner la maçonnerie traditionnelle, avec les techniques du « règle-mur » (colombage) et de sa variante métallique, la structure en treillis. Dans un premier temps, l’ossature est toutefois cachée par des façades en maçonnerie de moellons (crépis et peints) ou en pierre de taille, une mise en œuvre qui confère aux bâtiments une respectabilité, une monumentalité et des qualités plastiques indispensables pour faire accepter du public le principe de la fabrique. Ils empruntent un langage architectural et des détails décoratifs à l’architecture domestique, scolaire ou ferroviaire, l’horloge et le clocheton notamment.

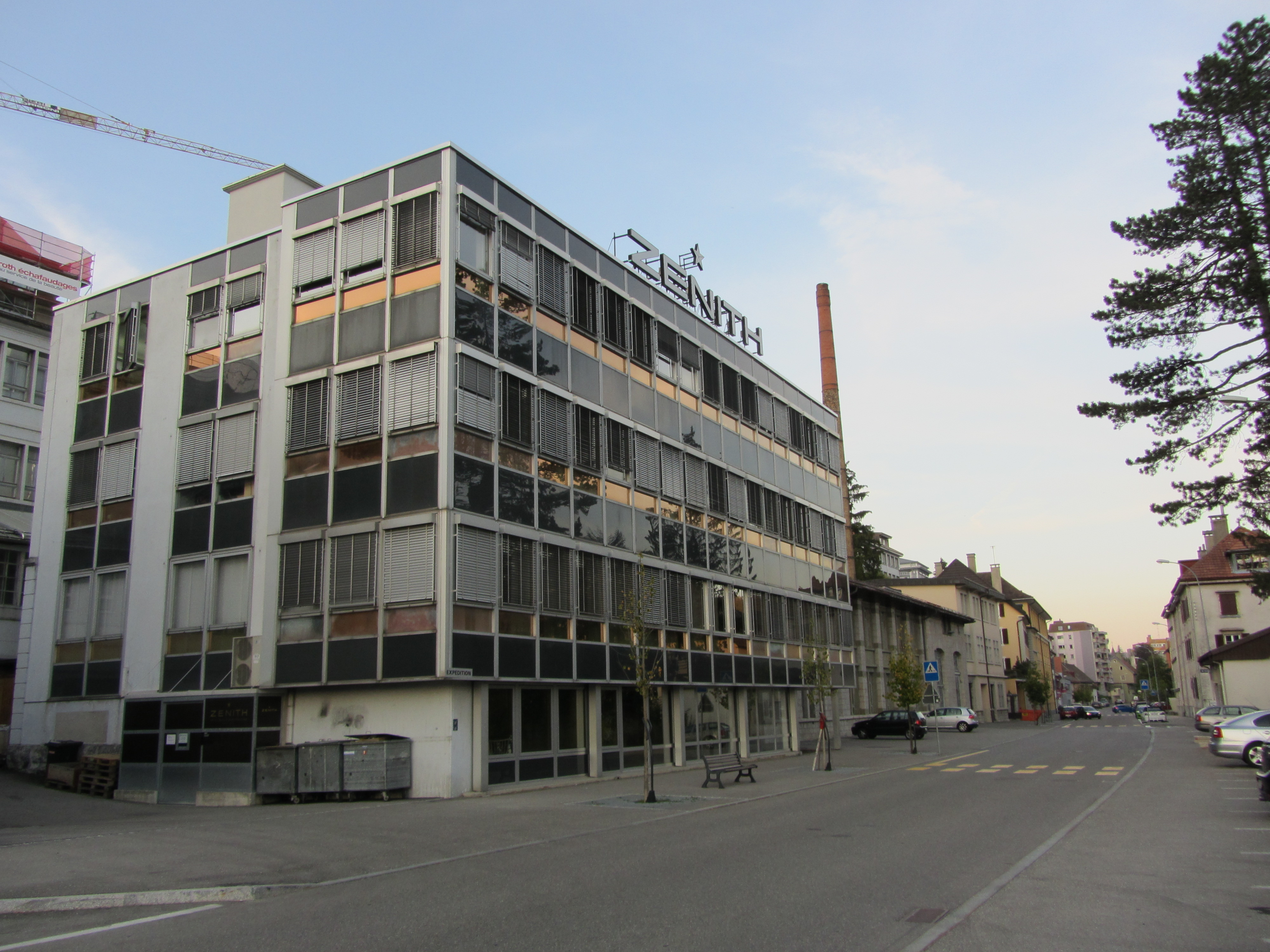
Le siège social après sa transformation de 1966.

Les fabriques réalisées au début du XXe siècle frappent davantage les esprits par leur gigantisme que par leur parti architectural novateur. Avec ses 70 mètres de longueur et ses quatre étages, la fabrique de mécanique et d’ébauche se démarque des réalisations précédentes par son système modulaire affiché. Le changement d’échelle est permis par la mise en œuvre de structures métalliques, de dalles sur hourdis et d’un remplissage de plots de ciment. Obnubilé par sa production de briques en ciment, Georges Favre-Jacot s’est longtemps désintéressé des possibilités offertes par l’utilisation du béton armé.
Moderne sans être précurseur dans ses modes de construction, la fabrique des Billodes présente un intéressant catalogue d’architecture industrielle horlogère, que ce soit au niveau des matériaux et des techniques de construction ou du langage architectural. Sans grande planification, dirigeant et architectes ont cherché des solutions architecturales pour répondre rapidement aux besoins de la production et du marché. En trente ans, ils ont ainsi bâti une fabrique à leur image – ou plutôt à celle de Georges Favre-Jacot.

### Publications de l'entreprise
- Philippe Godet (photogr. Fréd. Boissonnas, Genève), Zénith : une industrie neuchâteloise, Neuchâtel, Attinger Frères, 1908, 48 p.
- Philippe Godet, Zénith, Histoire de la montre parfaite, Neuchâtel, Attinger Frères, 1916, (2e édition), 48 p.
- Hommage à Georges Favre-Jacot, née le 12 décembre 1843 au Locle fondateur des fabriques des montres Zénith, 1843-1943, Le Locle, 1943.
- Zénith, La Chaux-de-Fonds, 1948.